# Oblast Belgorod
De oblast Belgorod (Russisch: Белгородская область, Belgorodskaja oblast) is een oblast (bestuurlijke eenheid) van Rusland. De oblast ligt tegen de grens met Oekraïne, op 500 tot 700 kilometer ten zuiden van Moskou. De oblast ligt aan de zuidelijke rand van het Centraal-Russisch Plateau.
Het bestuurlijk centrum is de stad Belgorod die op 70 kilometer afstand van de Oekraïense stad Charkov ligt. Andere grote steden zijn Stary Oskol en Goebkin.

## Geschiedenis
De stad Belgorod ontstond waarschijnlijk rond 995 door toedoen van prins Vladimir van Kiev. In de 16e eeuw diende de stad als vestingwerk voor de zuidelijke grens van Rusland tegen invallen van de Krim-Tataren. In de 17e eeuw werd de stad het belangrijkste militaire en bestuurlijke steunpunt van de zuidelijke Russische grens, waar de Belgorod-verdedigingslinie was aangelegd; een kordon van verdedigingswerken over een lengte van 800 kilometer. Het gebied van de oblast behoorde vanaf 1709 bij het gouvernement Kiev, waaronder het van 1719 tot 1727 de provincie Belgorod vormde. In 1727 werd het gouvernement Belgorod geformeerd met Belgorod als bestuurlijk centrum. Hieronder vielen naast de huidige oblast Brjansk ook de huidige oblasten Koersk en Orjol en gedeelten van de oblasten Brjansk en Charkov. In 1779 werd het gouvernement echter alweer opgeheven en kwam het gebied voor het grootste gedeelte onder het nieuwe gouvernement Koersk te vallen als oejezd. In 1785 verloor Belgorod haar waarde als militaire post doordat de Krim bij Rusland kwam. De stad groeide daarna geleidelijk uit tot een industriestad. In 1869 kregen de stad en haar regio een belangrijke verbinding door de aansluiting op de spoorweg van Koersk naar Charkov. In 1928 werd het gouvernement Koersk omgevormd naar de Oblast Centrale Zwarte Aarde (Centraal-Tsjernozjom). In 1934 werd Belgorod het bestuurlijk centrum van het district Belgorod, toen de oblast Centraal-Tsjernozjom werd opgedeeld in de oblasten Koersk en Voronezj, waarbij de stad onder de eerste oblast kwam te vallen. In de oorlog werd er zwaar gevochten in de regio in de Slag om Koersk in 1943. Op 6 januari 1954 werd oblast Belgorod uiteindelijk afgesplitst van oblast Koersk en kreeg het gebied zijn huidige vorm.

## Geografie
Geografisch gezien ligt de oblast aan de zuidelijke rand van het Centraal-Russisch Plateau. De grootste rivieren zijn de Severski Donets en de Oskol. Het westelijk heuvellandschap ontwatert in de rivier de Dnjepr.

## Economie
Het gebied is voornamelijk gericht op de landbouw, het delven van ijzererts en de verwerking daarvan in de metaalverwerkende industrie. Meer dan 40% van de Russische ijzererts bevindt zich in deze regio. De landbouw produceert bijna 15% van alle graan, suiker, groente en dierlijke oliën van en voor de binnenlandse markt. De regio heeft meer dan 600.000 hectare vruchtbare zwarte aarde (tsjernozjom).

## Demografie
| 1926    | 1939      | 1959      | 1970      | 1979      | 1989      | 2002      |
| ------- | --------- | --------- | --------- | --------- | --------- | --------- |
| 563.240 | 1.440.000 | 1.226.328 | 1.261.140 | 1.308.231 | 1.378.287 | 1.511.620 |

## Districten

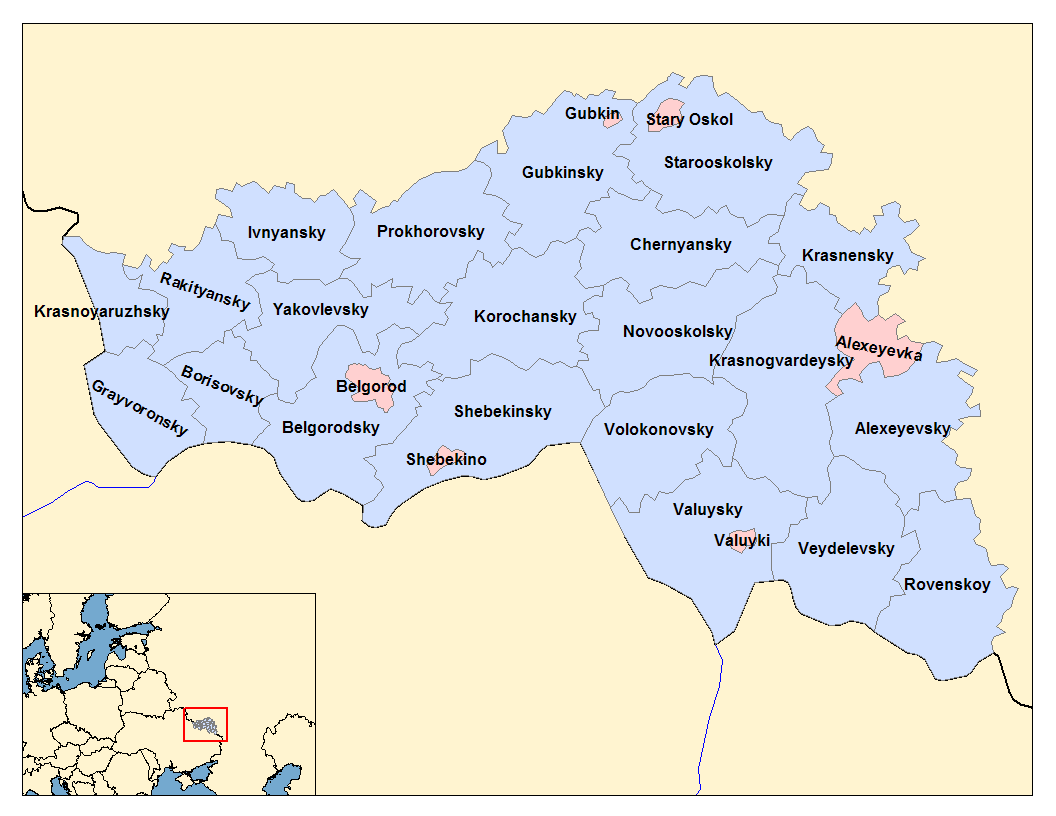
Gemeentelijke districten (Engelse namen)

Oblast Belgorod bestaat uit de volgende gemeentelijke districten:
| - Aleksejevski (Алексеевский) - Belgorodski (Белгородский) - Borisovski (Борисовский) - Goebkinski (Губкинский) - Grajvoronski (Грайворонский) - Ivnjanski (Ивнянский) - Jakovlevski (Яковлевский) - Korotsjanski (Корочанский) - Krasnenski (Красненский) - Krasnojaroezjski (Краснояружский) - Krasnogvardejski (Красногвардейский) | - Novooskolski (Новооскольский) - Prochorovski (Прохоровский) - Rakitjanski (Ракитянский) - Rovenskoj (Ровеньской) - Sjebekinski (Шебекинский) - Starooskolski (Старооскольский) - Tsjernjanski (Чернянский) - Valoejski (Валуйский) - Vejdelevski (Вейделевский) - Volokonovski (Волоконовский) |